# 星ノ少女ト幻奏楽土
『星ノ少女ト幻奏楽土』（ホシノショウジョトゲンソウラクド）は、cosMo@暴走Pのメジャー2枚目のオリジナルアルバム。2012年8月15日にEXIT TUNESを発売元とし、ポニーキャニオンによる販売で発売された。規格品番はQWCE-00242。キャッチコピーは「その街は、彼女らの願いに忠実だった。」。
また、2014年2月4日に本作のノベライズが一迅社より発売。

## 解説
不思議な"街"（ステラ）を舞台にした物語を描いた「星ノ少女ト幻奏楽土」シリーズの楽曲をまとめたコンセプトアルバムである。ボーカルには初音ミク、Megpoidといった、音声合成システムVOCALOIDのボーカル音源が用いられている。作詞作曲は全曲でcosMo名義となっているが、物語の世界観の構築や、作詞の助力などでGAiAが携わる。ジャケットイラストは左が担当、syuri22がブックレット内の各曲のイメージイラストを担当した。
「星ノ少女ト幻奏楽土」シリーズは、cosMoがニコニコ動画で発表した「家出少年と迷子少女」に始まり、その後ニコニコ動画や、コンピレーション・アルバムへの提供といった形で楽曲の発表が進められた。「家出少年と迷子少女」制作の時点ではシリーズ化する予定ではなかったが、GAiAの提案により世界観の構想を広げ、シリーズ化することになった。cosMoが先に手がけた「消失」シリーズは、「初音ミク」そのものをテーマにしたもの、「空想庭園」シリーズはオリジナルのキャラクターを用いて物語を描いたものであったが、「星ノ少女ト幻奏楽土」シリーズの楽曲では、登場人物の役としてVOCALOIDの各キャラクターを用いている。一方で、小説版については、VOCALOIDではない小説オリジナルのキャラクターが使用されている。

## 収録曲
- 作詞作曲 - cosMo@暴走P

1. 星の少女と幻想楽土 / cosMo＠暴走P feat. 巡音ルカ [2:52]
2. 家出少年と迷子少女 / cosMo＠暴走P feat. GUMI [5:00]
3. 修道少女と偶像少女 / cosMo＠暴走P feat. 初音ミク [5:15]
4. 童心少女と大人世界 / cosMo＠暴走P feat. GUMI [7:56]
5. ボクらのコスモロジー / cosMo＠暴走P feat. 初音ミク [4:17]
6. Dr. リアリスト / cosMo＠暴走P feat. 神威がくぽ [5:38]
7. 冒険少女と箱庭遊戯 / cosMo＠暴走P feat. 初音ミク [4:22]
8. 電波少女と空想庭園 / cosMo＠暴走P feat. 初音ミク [4:42]
9. 転生少女と転生少年 / cosMo＠暴走P feat. 鏡音リン・レン [7:19]
10. AI少女と深層心海 / cosMo＠暴走P feat. 巡音ルカ・鏡音リン・神威がくぽ・初音ミク・GUMI [11:50]
11. 浅紫色のエンドロール / cosMo＠暴走P feat. 巡音ルカ・鏡音リン・神威がくぽ [4:15]
12. 「もう一つの迷子少女」 / cosMo＠暴走P feat. 神威がくぽ・GUMI [1:07]
13. 「ワガママな少女と☆」 / cosMo＠暴走P feat. 神威がくぽ・初音ミク [1:03]
14. 「君は年齢的に少女ではない少女」 / cosMo＠暴走P feat. 神威がくぽ・GUMI [1:00]
15. 「病室の少女と☆」 / cosMo＠暴走P feat. 神威がくぽ [1:13]
16. 「最凶の少女と☆」 / cosMo＠暴走P feat. 神威がくぽ・初音ミク [1:03]
17. 「転生」 / cosMo＠暴走P feat. 神威がくぽ・鏡音リン [2:20]

## 小説版
- 『星ノ少女ト幻奏楽土』（2014年2月4日、一迅社） ISBN 978-4758045261
  - 著：cosMo@暴走P、syuri22 / イラスト：syuri22 / 原作：CHEMICAL SYSTEM LE（cosMo×GAiA×syuri22）